# Ermita de Nuestra Señora de Gracia (San Cristóbal de La Laguna)
La parroquia de Nuestra Señora de Gracia, antiguamente "ermita de Nuestra Señora de Gracia", es un templo situado en el barrio de Santa María de Gracia, en el término municipal de San Cristóbal de La Laguna, isla de Tenerife (Canarias, España). La parroquia y su advocación titular proviene de la época de la conquista de la isla de Tenerife por los castellanos, pues fue el conquistador Alonso Fernández de Lugo quien mandó erigir una ermita a la Virgen por la "gracia" concedida de haber terminado la conquista. 
Es Bien de Interés Cultural, con categoría de Monumento.

## Descripción
El templo presenta una planta de tendencia rectangular, aunque el perímetro de la cabecera se encuentra actualmente integrado en edificaciones más recientes que impiden su apreciación. Abierta en la fachada sur, la puerta de acceso aparece enmarcada por un arco de medio punto en cantería muy clasicista, con adornos de baquetones cajeados en las jambas, junto con otras molduras que forman la rosca del arco. La puerta es de madera antigua, apeinazada, con cuarterones tallados, presentando un aspecto típico del barroco tardío y está precedida de un graderío de tres peldaños. En el mismo lienzo de muro aparece una ventana de morfología similar en mampostería, con cristalera nueva protegida por celosía de barrotes de hierro, que se traduce en un vano adintelado hacia el interior. Esta fachada lateral está recorrida longitudinalmente por un poyo de mampostería, que acoge una cruz de madera con peana. En los pies de la ermita se observan indicios de una antigua portada de similar tipología, hoy tapiada.
La techumbre de teja árabe, a dos aguas en la nave y a cuatro aguas sobre la capilla, posee una espadaña de cierto desarrollo en su vértice suroccidental, caracterizándose por su base cuadrada, fábrica de cantería y culminado por un cuerpo con cuatro vanos de medio punto que albergan las campanas; rematándose el conjunto por perillones y una pequeña cúpula con veleta.
En el interior, con presbiterio individualizado mediante un robusto arco toral del siglo XVII, en cantería, y por un graderío de un solo escalón, la espaciosa nave rectangular se encuentra cubierta por un artesonado de par y nudillo en tea, con tres tirantes dobles y tres sencillos, que descansan en ménsulas pareadas y simples. La decoración de los primeros es de listones y crucetas de estilo mudéjar. Por encima de las ménsulas, el artesonado está delimitado por un tubo sogueado de madera tallada. 
El arco toral presenta en su centro una moldura formada por dos anchas acanaladuras, descansando en dos medias columnas adosadas al muro, de orden toscano, y en un basamento cuadrangular.
La puerta de la antigua sacristía está constituida por arcos de medio punto de cemento, modernos, mientras que frente a ella una puerta adintelada conduce a la actual sacristía. La cabecera plana acoge un interesante retablo barroco en el que destacan la imagen flamenca de Nuestra Señora de Gracia, el Arcángel San Gabriel y Santa Catalina de Alejandría.
Adosada a la fachada meridional se localiza el edificio de la sacristía, articulado en dos plantas y levantado en la década de los 30 del pasado siglo. Englobando a la ermita, los grandes volúmenes del convento de las oblatas desbordan el cuerpo del templo por su fachada norte, mientras que, hacia el sur, otra de las alas dificulta la percepción nítida de éste. En el extremo oeste se extiende la antigua plaza de la ermita, hoy convertida en erial.
Rodeando al conjunto existe una tapia almenada, en cuyo exterior se registran vestigios del antiguo camino empedrado que discurre paralelo a la carretera actual. Hacia el este, el ámbito de protección alberga una casa terrera con cubierta plana y sencilla fachada rematada por un parapeto, así como otras construcciones recientes destinadas a taller o en estado de abandono. Hacia el oeste, se extiende la antigua plaza de la ermita, hoy convertida en erial e invadida por vegetación ruderal.

## Virgen de Gracia
La Virgen de Gracia fue una de las devociones históricas más importantes de la isla de Tenerife, a juzgar por sus frecuentes apariciones en cuadros y grabados sobre todo en la época barroca (siglos XVII y XVIII). Se trata de una talla flamenca del siglo XVI, concretamente llegada a la isla en el año 1541. Es una talla completa, realizada en madera policromada y lleva un vestido similar al de los trajes flamencos de finales del siglo XV y comienzos del XVI. La imagen es usualmente recubierta de mantos y trajes de tela con corona de plata y con rostrillo y media luna a sus pies con querubines.
Se sabe que la talla originalmente portaba un Niño Jesús, pero este desapareció en el siglo XVIII, a partir de aquí, la Virgen se comienza a representar con una rosa y un libro en sus manos. En las hojas de este último (el cual tiene tapas de plata) se hace referencia a la virginidad de María y a su Hijo redentor.
Las Fiestas de la Virgen de Gracia se celebran en la primera quincena del mes de agosto y destaca la procesión de la Virgen por las calles del barrio.